# Eugoa trifasciella
Eugoa trifasciella là một loài bướm đêm thuộc phân họ Arctiinae, họ Erebidae.